# Metsä-Vaikko
Metsä-Vaikko är en sjö i kommunen Juga i landskapet Norra Karelen i Finland. Sjön ligger 166,5 meter över havet. Den är 9,7 meter djup. Arean är 82 hektar och strandlinjen är 6,4 kilometer lång. Sjön  ingår i Vuoksens huvudavrinningsområde.   Den ligger omkring 75 kilometer nordväst om Joensuu och omkring 390 kilometer nordöst om Helsingfors. 
Metsä-Vaikko är vid älven Vaikkojoki. 